# Hōjō Yasutoki
Hōjō Yasutoki (北条 泰時?   1183-1242, r. 1224-1242) fue el tercer shikken o regente del clan Hōjō durante el shogunato Kamakura en la historia de Japón.

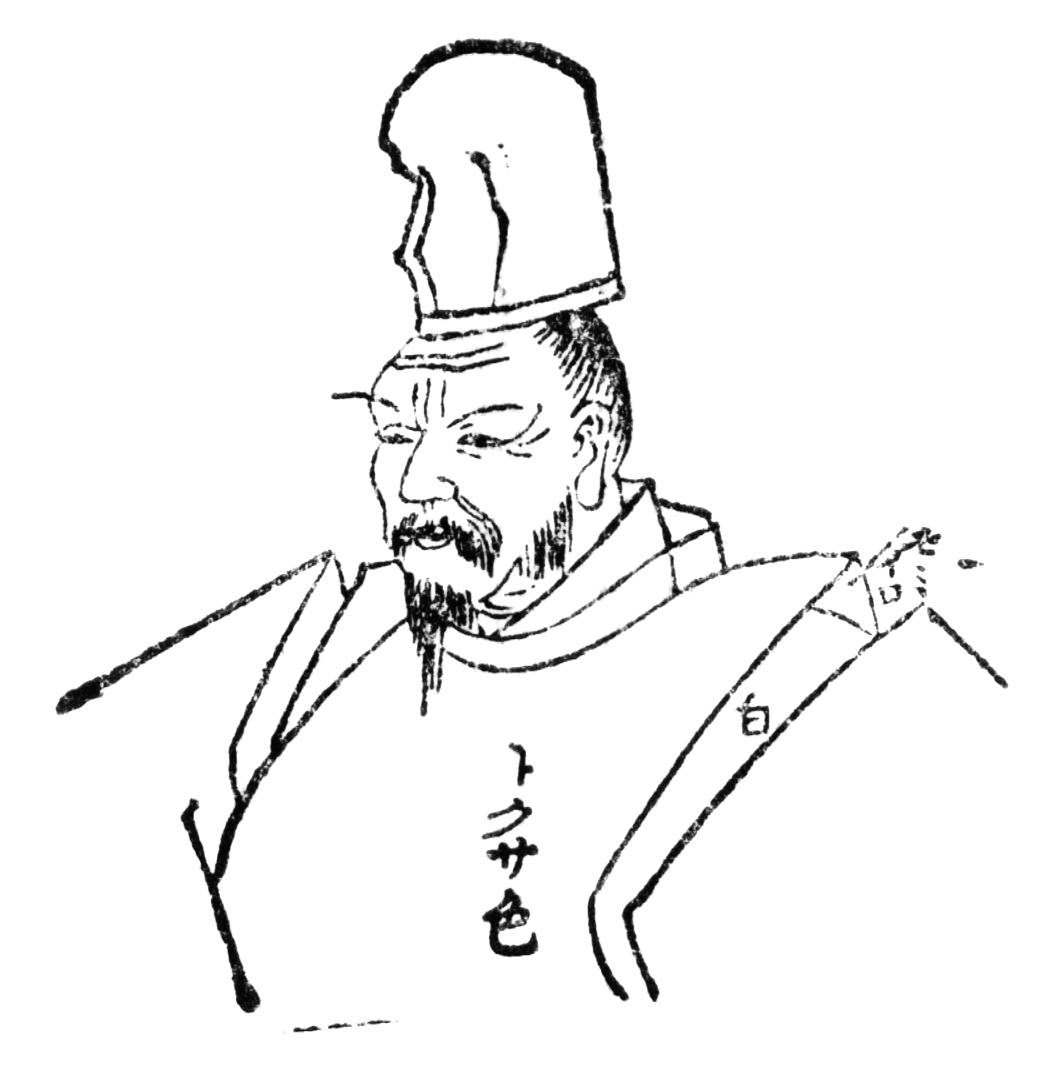
Hōjō Yasutoki

Yasutoki venció las tropas del Emperador Go-Toba durante la batalla de Uji en 1221.
Yasutoki falleció en 1242. Le sucedió su nieto Hōjō Tsunetoki en el cargo de shikken.